# Max Greger

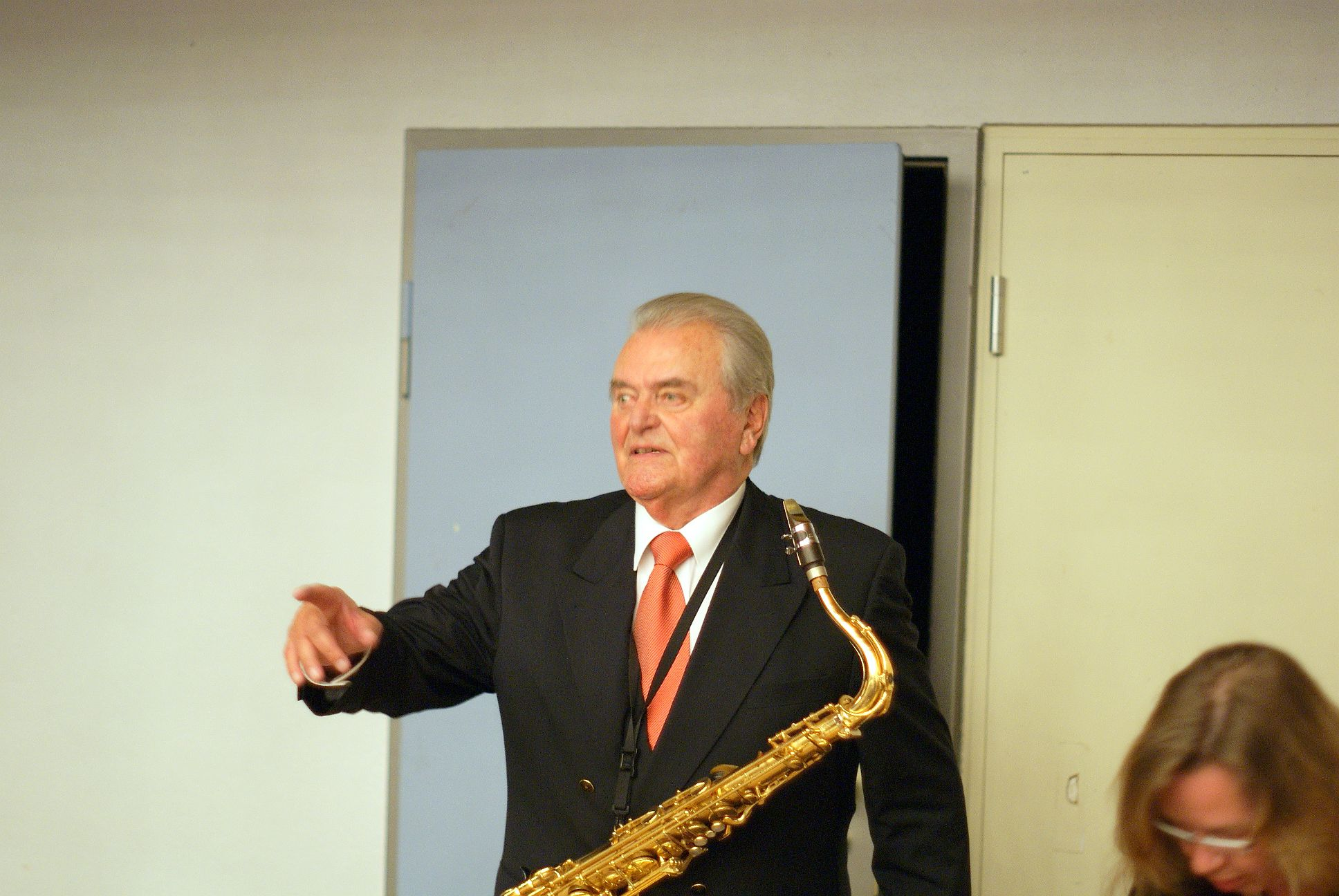
Max Greger (2008)

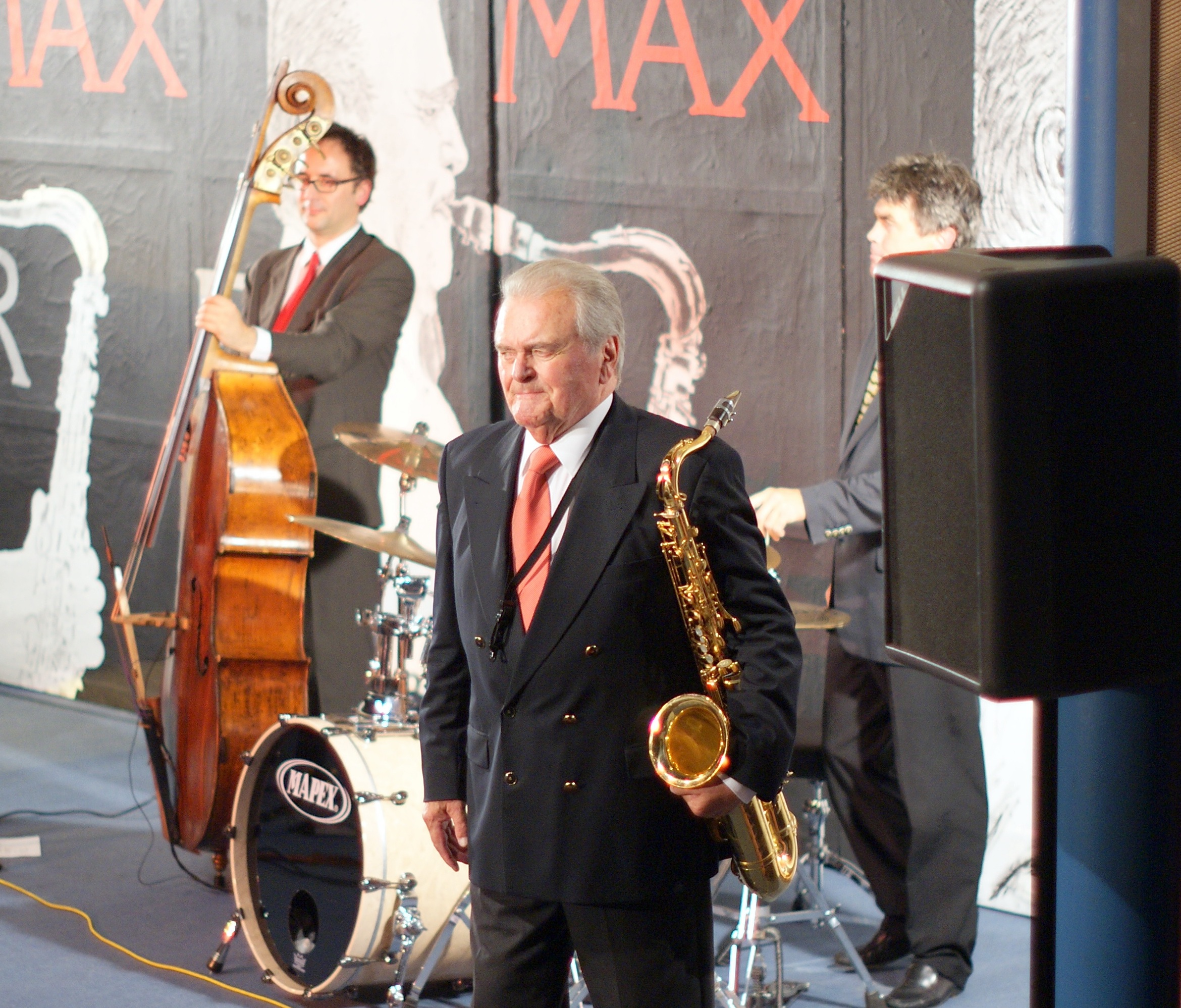
Max Greger mit Mini Schulz (2008)

Max Greger (* 2. April 1926 in München; † 15. August 2015 ebenda) war ein deutscher Jazz-Musiker, Saxophonist, Big-Band-Leader und Dirigent. Er nahm mehr als 150 Schallplatten auf, trat in hunderten Konzerthallen unter anderem mit Louis Armstrong, Duke Ellington und Ella Fitzgerald auf und produzierte rund 3000 Musikstücke. Zu Gregers musikalischen Begleitern zählten Paul Kuhn, Hugo Strasser und James Last.

## Leben und Karriere
Max Greger sollte ursprünglich das elterliche Metzgereigeschäft übernehmen. 1936 schenkte ihm sein Großvater jedoch ein Akkordeon und legte damit den Grundstein zur musikalischen Entwicklung des damals Zehnjährigen. Neben dem Besuch einer Aufbauschule absolvierte Greger ein Studium der Klarinette und des Saxophons am Münchner Konservatorium.

Single B.-R. Boogie, 1957

Als 18-Jähriger wurde Max Greger 1944/45 gegen Ende des Zweiten Weltkriegs zum Kriegsdienst eingezogen. Bereits kurz nach Kriegsende spielte er als einer der ersten Deutschen vor allem in amerikanischen Offizierscasinos und wurde somit, gemeinsam mit seinem langjährigen Weggefährten Hugo Strasser, zu einem Pionier der deutschen Swing- und Jazzszene der Nachkriegszeit. 1948 gründete er sein erstes eigenes Ensemble, welches später zu einem Oktett erweitert wurde. Schon früh schaffte er es, mit Jazz-Größen wie Woody Herman, Stan Kenton und Lionel Hampton zu spielen. Er musizierte tagsüber mit dem Enzian-Sextett hauptsächlich Schlager und Volkstümliches für den Bayerischen Rundfunk und abends als Max-Greger-Sextett Swing und Jazz in den amerikanischen Clubs. Später trat er in der Band des Trompeters Charly Tabor auf und stand unter anderem mit Louis Armstrong und Duke Ellington auf der Bühne.
Erste Schallplattenaufnahmen mit eigenen Tanz- und Schlagerkompositionen wie Auf Bergeshöhen, Rock’n’Roll Boogie, Verliebte Trompeten, Max & Sax, Looping Blues, Keiner küßt wie Du, Teenager Cha Cha und Rock Twist folgten, ebenso wie ausgedehnte Tourneen durch Deutschland und Europa. Als erste westliche Band seit 35 Jahren durfte Max Greger 1959 eine fünfwöchige Tournee in die Sowjetunion starten, wo er mit Maria Hellwig und Udo Jürgens auftrat. Insgesamt gab es 36 ausverkaufte Konzerte. Danach gelang ihm der kommerzielle Durchbruch.
Eine Bandmitgliedschaft in einer der großen Big-Bands lehnte er stets ab, um eigenständig bleiben zu können. Zur Gründung des Zweiten Deutschen Fernsehens erklärte er sich jedoch 1963 bereit, einen Vertrag als Leiter einer Big-Band zu unterzeichnen. Bis 1977 besaß der Bandleader einen festen Vertrag mit dem ZDF. Greger war in dieser Zeit ständiger Gast bei großen ZDF-Liveshows wie Vergißmeinnicht, Der goldene Schuß, 3 mal 9 oder Musik ist Trumpf. Die Thomas-Reich-Komposition Up to Date, aufgeführt von seinem Orchester, wird vom samstäglichen Aktuellen Sportstudio des ZDF bis heute als Titelmelodie verwendet.
1970 spielte seine Band als einziges deutsches Orchester beim Deutschlandtag auf der Weltausstellung im japanischen Osaka. 1971 war er neben Beppo Brem, Joachim Fuchsberger und Helga Anders in Kurt Wilhelms TV-Komödie Olympia-Olympia zu sehen.
1986 feierte Greger beim ZDF seinen 60. Geburtstag mit einer „Super-Band“, zu der sich ihm zu Ehren berühmte Kollegen wie Hazy Osterwald, Paul Kuhn, Hugo Strasser und James Last zusammenfanden. Ab 1992 war er Gastdirigent bei öffentlichen Veranstaltungen und Studioproduktionen der SWR Big Band, von 2002 bis einen Monat vor seinem Tod trat er noch in Deutschland-Tourneen auf, zusammen mit seinem Sohn Max (* 1951), Hugo Strasser (1922–2016), Paul Kuhn (1928–2013) und seinem Enkel Max in wechselnden Besetzungen.
1992 ereignete sich ein Unfall, bei dem Gregers Schwager getötet wurde. Als beide in einer Garage an einem Auto arbeiteten, rutschte Greger vom Bremspedal, der Automatik-Wagen setzte sich in Bewegung und erdrückte seinen Schwager. Eine Strafe erhielt Greger für dieses Unglück nicht. „Mit dem tragischen Unfall ist er genug gestraft“, befand der Leitende Oberstaatsanwalt und ließ das Verfahren wegen fahrlässiger Tötung einstellen.
Seinen 80. Geburtstag feierte Max Greger nicht zu Hause im Grünwalder Ortsteil Geiselgasteig, sondern im Rahmen einer Geburtstagstournee durch Deutschland, die am 2. April 2006 in der Münchener Philharmonie begann.
In der Nacht zum 15. August 2015 starb Max Greger im Alter von 89 Jahren in München an einer Krebserkrankung. Noch gut einen Monat zuvor, am 13. Juli 2015, hatte er sein letztes Konzert im Münchner Brunnenhof gegeben. Dort stand er noch einmal zusammen mit seinem Sohn Max Greger junior, seinem Enkel Max Greger jr. jr. und seinem ältesten Freund Hugo Strasser auf der Bühne.
Am 21. August 2015 wurde Max Greger auf dem Waldfriedhof Grünwald beigesetzt. Auf der Trauerfeier spielte sein langjähriger Wegbegleiter und Freund, Hugo Strasser, am geschlossenen Sarg den Beatles-Klassiker Yesterday, bevor sein Enkel Maxi Greger eine Ansprache für seinen Großvater hielt. Während der Beisetzung intonierte der Trompeter Felice Civitareale das Il Silenzio.
Max Greger hinterließ eine Tochter, Hannerl, und einen Sohn, Max jr., der ebenfalls als Musiker und Arrangeur erfolgreich ist. Dessen Sohn heißt auch Max (* 1982), ist als Rechtsanwalt in München tätig und hat die Musik zu seinem Hobby gemacht.

## Aufnahmen
Von 1963 bis 1977 unterhielt Max Greger eine eigene Bigband, mit der er mehr als 3000 verschiedene Titel auf Schallplatte aufnahm. Das Repertoire reicht von Schlagermusik bis zum Jazz.

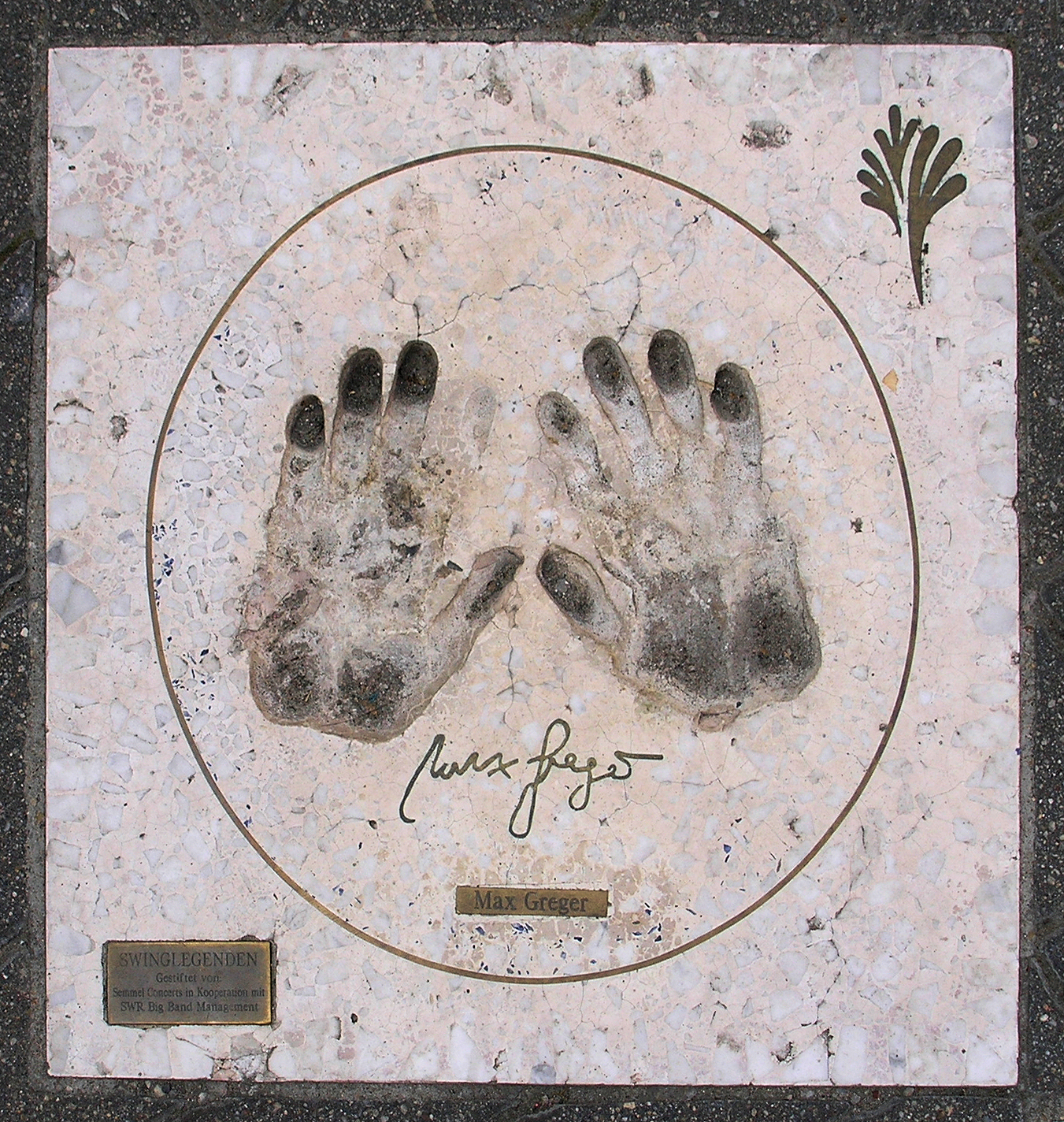
Gedenktafel in Berlin, Friedrichstr. 107

### Alben (Auswahl)
- European Jazz Sounds (1963), Brunswick 267 918, Polydor 829 257-2
- Yakety Sax (1964), Polydor 237 374
- Maximum (1965), Brunswick, Polydor 825 703-2
- Ball Paré (1965), Polydor 237 483
- Tanz mit mir (1965), Polydor 249 034
- Eine kleine Tanzmusik (1966), Polydor 249 066
- Greger in the Night (1966), Polydor 249 103
- Greger in Rio (196?), Polydor 249 112
- Live – Eine „Tour de dance“ mit 28 Hits und Evergreens (196?), Polydor 249 273
- In the Mood for Dancing – 28 Glenn Miller Evergreens (1969), Polydor 249 315
- Sunshine Starshine (1969), Polydor 2371 009
- Gaudi in Bavaria (1970), Polydor 2371 046
- Max Greger plays Glenn Miller (1970), Polydor 2371 047
- Olympia-Dancing ’72 (1971), Polydor 2371 153
- Sax-Appeal (1971), Polydor 2371 197
- Trumpets Trumpets Trumpets (1971), Polydor 2371 198
- Hits marschieren auf – Folge 1 (1972), Polydor 2371 286
- Strictly for Dancing (1972), Polydor 2371 317
- Hits marschieren auf – Folge 2 (1973), Polydor 2371 379
- Tanz und trimm dich fit (1973), Polydor 2371 433[11]
- Tanz ’74 (1973), Polydor 2371 434
- Hits marschieren auf – Folge 3 (1974), Polydor 2371 485
- Trimm und tanz dich top-fit (1974), Polydor 2371 513
- Tanz ’75 (1974), Polydor 2371 526
- Max, du hast das Tanzen raus (1975), Polydor 2371 570
- Soft-Ice Dancing (1975), Polydor 2371 589
- Top-fit in den Schnee (1975), Polydor 2371 607
- Tanz ’76 (1975), Polydor 2371 609
- Tanz mit mir – Folge 2 (1975), Polydor 2371 630
- Auf geht’s (1976), Polydor 2371 684
- Alles tanzt auf mein Kommando (1976), Polydor 2371 692
- Tanz mit mir – Folge 3 (1976), Polydor 2371 694
- Die Tanzplatte des Jahres ’77 (1976), Polydor 2371 720
- Die Tanzplatte des Jahres ’78 (1977), Polydor 2371 820
- Die Tanzplatte des Jahres ’79 (1978), Polydor 2371 921
- White Christmas (1979), Polydor Spectrum 551 299-2
- Tanz ist Trumpf – Die aktuelle Tanzparty des Jahres (1980), Polydor 2372 040
- Mach mal wieder Tanztag (1980; Verkäufe: + 250.000; DE: Gold[12]), Polydor 2475 728
- Vital sein – vital bleiben (1981), Polydor[13]
- Klassisches Tanzvergnügen (1984), Polydor 817 857-2
- Max Greger und sein Enzian-Sextett (1984), Polydor 821 650-2
- Supertanzmusik (1984), Polydor 823 687-2
- Traumzeit – Max Greger senior und junior und 100 verzauberte Geigen (1986), Polydor 831 476-2
- Oscar-Melodien zum Tanzen (1987), Polydor 833 009-2
- Lovebird – The Saxy Feeling-Sound (1988), Polydor 833 921-2
- Evergreens im Glenn Miller Sound (1988), Polydor 835 916-2
- Tanzen ’89 – Today & Traditional (1988), Polydor 837 316-2
- Mambo-Jambo – Tanzen im Latin-Sound, 1989, Polydor 837 929-2
- Tanzen ’90 – Today & Traditional, 1989, Polydor 841 166-2
- Tanzen ’91 (1990), Polydor 843 932-2
- Zauber der Berge – Max Greger und sein Golden Bavaria Orchester (1990), Polydor 843 933-2
- Laßt uns tanzen – Die klassische Tanzplatte (1991), Polydor 849 021-2
- Tanzen ’92 (1991), Polydor 511 071-2
- Sax in Love (1992), Polydor 513 040-2
- Tanzen ’93 (1992), Polydor 513 992-2
- Eine Reise ins Glück – im Billy Vaughn Sound (1993), Polydor 519 911-2
- Tanzen ’94 (1993), Polydor 519 912-2
- together – Greger und Greger (1995), Polydor 529 156-2
- world wide hits – Greger und Greger (1996), Polydor 533 508-2
- swingtime – Max Greger und die RIAS Big Band (1998), Polydor 559 855-2
- Night Train – Swing & Jazz Forever (1999), Polydor 543 393-2
- Happy Birthday! Max Greger 80 Jahre – 40 Hits, 2-CD-Compilation mit 11 neuen Titeln (2006), Koch Universal 06024 9876941
- Hallo, kleines Fräulein, Compilation mit Aufnahmen von 1958 bis 1965, „Jazzclub“-Reihe (2007), Universal 06024 9845696
- Greger’s Groove Party, Compilation mit Aufnahmen von 1965 bis 1973, „Jazzclub“-Reihe (2008), Universal 06007 5307296

### Filmografie (Auswahl)
- 1951: Fanfaren der Liebe
- 1952: Hinter Klostermauern
- 1956: Das alte Försterhaus
- 1957: Weißer Holunder
- 1959: Mein Schatz, komm mit ans blaue Meer
- 1960: Schlagerparade 1960
- 1960: Schlager-Raketen
- 1961: Schön ist die Liebe am Königssee
- 1961: Die alte Welle (TV)
- 1961: Isola Bella
- 1962: Mit Eva fing die Sünde an
- 1962: Der verkaufte Großvater
- 1964: Die große Kür
- 1971: Olympia – Olympia (TV)

## Auszeichnungen
- 1987: Bundesverdienstkreuz I. Klasse
- 2006: Nominierung für einen Amadeus Austrian Music Award
- 2012: Bayerischer Verdienstorden